# Людятино (Новгородская область)
Людятино — деревня в Шимском муниципальном районе Новгородской области, относится к Уторгошскому сельскому поселению.
Почтовое отделение Турская Горка.
| 1862 | 2010 |
| ---- | ---- |
| 435  | ↘39  |

## География
Расположена на реке Лютинке, в 18 км от железнодорожной станции Уторгош (на линии Санкт-Петербург — Дно — Витебск).

## История
Впервые упоминается с 1498 году в Шелонской пятине.